# Лесама (округ)
Округ Лесама (ісп. Lezama) — адміністративно-територіальна одиниця 2-ого рівня у провінції Буенос-Айрес в центральній Аргентині. Адміністративний центр округу — Лесама (ісп. Lezama).
Населення округу становить 4000 осіб (2010). Площа — 1102 кв. км.

## Історія
Округ заснований у 2009 році.

## Населення
У 2010 році населення становило 4000 осіб.

## Політика
Округ належить до 5-ого виборчого сектору провінції Буенос-Айрес.